# Harold y el Lápiz Color Morado
Harold y el Lápiz Color Morado es un libro de literatura infantil creado en 1955 por Crockett Johnson. Es el libro más popular de Johnson. 
Lideró una serie de otros libros, e inspiró varias adaptaciones.

## Trama
El protagonista, Harold, es un niño curioso de cuatro años de edad quien con su lápiz color morado tiene el poder de crear un mundo propio simplemente dibujándolo.
Harold quiere ir a caminar bajo la luz de la luna, pero no hay luna, entonces dibuja una. No tiene adónde ir a caminar, entonces dibujo un sendero. Él tiene muchas aventuras en busca de su dormitorio, y al final dibuja su propia casa y cama, y se va a dormir.

## Película
En febrero de 2010, se anunció que Sony Pictures Animation y Overbook Entertainment de Will Smith estaban desarrollando una película con animación computarizada que es una adaptación de Harold y el Lápiz Color Morado. Fue producida por Will Smith y James Lassiter, y escrita por Josh Klausner. La película es una mezcla entre animación tradicional, elementos realizados por computadora y actores de acción real, estrenándose en el mes de agosto de 2024.

## Legado
El libro inspiró a Petri Purho para crear el juego de computadora Crayon Physics Deluxe,
El libro inspiró potencialmente el programa televisivo para niños Chalkzone, y ha sido usado frecuentemente en las planificaciones de clase para niños y para la educación artística.
Basado en una encuesta en línea en 2007, la Asociación Nacional de Educación de Estados Unidos National Education Association nombró el libro como uno de los 100 libros infantiles elegidos por los maestros."
Fue considerado uno de los 100 libros ilustrados más populares de todos los tiempos en el "Top 100 Picture Books" en una encuesta realizada por School Library Journal en 2012.

## Serie de libros
- Harold y el Lápiz Color Morado (1955)
- El cuento de hadas de Harold (1956)
- Viaje de Harold hacia el Cielo (1957)
- Harold en el Polo Norte (1958)
- El Circo de Harold (1959)
- Un cuadro para el dormitorio de Harold (1960)
- El ABC de Harold (1963)